# Jesús Ricardo Angulo
Jesús Ricardo Angulo Uriarte (Culiacán, 20 de fevereiro de 1997) é um futebolista mexicano que atua como meia-atacante. Atualmente joga pelo Toluca.

## Carreira
Angulo fez sua estreia na Liga MX com o Dorados de Sinaloa em 13 de março de 2016 contra o Deportivo Toluca, em uma derrota por 3-0. Em 21 de janeiro de 2017, ele marcou seu primeiro gol na derrota por 4-2 contra o Atlante.

## Títulos
Dorados
- Ascenso MX: Apertura 2016

Toluca
- Campeonato Mexicano: Clausura 2025

México
- Jogos Olímpicos: 2020 (medalha de bronze)